# Afraid of Love
Afraid of Love è una canzone della rock band Toto, quarto singolo estratto dall'album Toto IV.

## Informazioni
Il brano non era inizialmente stato pensato come singolo, ma alla fine venne pubblicato per richiesta della band, la canzone è stata scritta da Steve Lukather, che qui fa le veci di chitarra e voce principale, David Paich e Jeff Porcaro. Il brano è noto soprattutto per il fatto di essere stato un brano fisso di scaletta nei concerti dei Toto dal 1982 al 1988, il singolo arrivò a posizionarsi ventottesimo nella Official Singles Chart. Ospiti nella registrazione sono Joe Porcaro padre di Jeff e Steve allo Xilofono e la Martyn Ford Orchestra diretta da James Newton Howard. Del brano non fu però girato il videoclip.

## Tracce
1. Afraid of Love
2. We Made It

## Formazione
- Steve Lukather - chitarra elettrica e voce primaria
- Bobby Kimball - voce secondaria
- David Paich - tastiera e voce secondaria
- Steve Porcaro - tastiera
- Joe Porcaro - xilofono
- David Hungate - basso elettrico
- Jeff Porcaro - percussioni
- Martyn Ford Orchestra